# 내 아내의 남자친구
《내 아내의 남자친구》(Un novio para mi mujer)는 2008년 공개된 아르헨티나의 코미디 영화이다. 2012년 대한민국의 감독 민규동이 리메이크하여 《내 아내의 모든 것》이라는 제목으로 공개되었다.

## 줄거리
소심한 남편 텐소는 매사에 불평불만이 많은 아내 타나에게 지쳐 이혼을 결심한다. 하지만 직접 이혼을 요구할 용기가 없어 전문 카사노바 쿠에르보를 고용해 아내를 유혹하게 만든다. 텐소는 아내가 라디오 방송국에서 일자리를 얻도록 돕고, 아내는 자신의 불만을 털어놓는 아침 토크쇼를 진행하며 인기를 얻는다. 쿠에르보는 타나를 유혹하려 노력하고, 텐소에게 그녀와 사랑에 빠졌다고 고백한다. 텐소는 타나에게 모든 계획을 털어놓고, 타나 역시 라디오 방송국 매니저에게 유혹당했음을 밝힌다. 결국 텐소와 타나는 이혼 절차를 밟지만, 이혼이 확정되기 전에 서로의 진심을 확인하고 화해한다.

## 출연

### 주연
- 에드리언 슈어
- 발레리아 베르투셀리
- 가브리엘 고이티